# Transpiração Contínua Prolongada
| Críticas profissionais | Críticas profissionais |
| Avaliações da crítica  | Avaliações da crítica  |
| Fonte                  | Avaliação              |
| ---------------------- | ---------------------- |
| Galeria Musical        | [ 2 ]                  |

Transpiração Contínua Prolongada é o álbum de estreia da banda brasileira Charlie Brown Jr., lançado em 1997 pelo selo Virgin, que na época tinha como presidente o produtor Rick Bonadio. O título do álbum é uma menção ao esforço que a banda fez para finalmente poder gravar o álbum e o tanto de suor que eles derramaram até seu lançamento. A última faixa do álbum, também chamada "Charlie Brown Jr.", define bem esta batalha que a banda teve que enfrentar até conseguirem gravar o álbum.
O álbum vendeu mais de 250 mil cópias no Brasil, sendo certificado com Disco de Platina pela ABPD. Até 2013, pouco mais de 650 mil cópias do álbum já haviam sido comercializadas.
Em 2013, aproveitando a comoção causada pela morte de Chorão, a gravadora EMI relançou o álbum, em seu formato original.
Em 5 de novembro de 2017, foi lançada uma edição comemorativa de 20 anos pela Universal Music. O álbum voltou ao catálogo em uma edição dupla, onde o disco 2 agrega uma coletânea com sucessos gravados pela banda em álbuns posteriores.

## Faixas
| N.º            | Título                                        | Duração |  |
| 1.             | "Tributo ao Frango da Malásia" (instrumental) | 0:25    |  |
| 2.             | "O Côro Vai Comê"                             | 2:21    |  |
| 3.             | "Tudo Que Ela Gosta de Escutar"               | 2:56    |  |
| 4.             | "Sheik"                                       | 2:51    |  |
| 5.             | "Hei! Arreia..." (instrumental)               | 0:26    |  |
| 6.             | "Gimme o Anel"                                | 2:50    |  |
| 7.             | "Molengol´s Groove" (instrumental)            | 0:53    |  |
| 8.             | "Aquela Paz"                                  | 3:02    |  |
| 9.             | "Quinta-Feira"                                | 4:50    |  |
| 10.            | "Proibida pra Mim (Grazon)"                   | 2:48    |  |
| 11.            | "Lombra" (feat. P.MC)                         | 3:11    |  |
| 12.            | "Corra Vagabundo"                             | 3:35    |  |
| 13.            | "Falar, Falar..."                             | 2:47    |  |
| 14.            | "Festa"                                       | 2:51    |  |
| 15.            | "Escalas Tropicais" (feat. Lagoa 66)          | 2:08    |  |
| 16.            | "Charlie Brown Jr."                           | 3:12    |  |
| Duração total: | Duração total:                                | 41:41   |  |

### Volume 2da edição comemorativa de 20 anos
| N.º | Título                                                                                | Duração |  |
| 1.  | "Zóio de Lula" (Preço Curto... Prazo Longo, 1999)                                     | 4:12    |  |
| 2.  | "Papo Reto (Prazer é Sexo, o Resto é Negócio)" (Bocas Ordinárias, 2002)               | 3:30    |  |
| 3.  | "Não é Sério" (ft. Negra Li; Nadando com os Tubarões, 2000)                           | 4:50    |  |
| 4.  | "Lugar ao Sol" (100% Charlie Brown Jr. - Abalando a Sua Fábrica, 2001)                | 3:32    |  |
| 5.  | "Lutar Pelo Que é Meu" (Imunidade Musical, 2005)                                      | 3:20    |  |
| 6.  | "Confisco" (Preço Curto... Prazo Longo, 1999)                                         | 3:00    |  |
| 7.  | "Rubão, o Dono do Mundo" (Nadando com os Tubarões, 2000)                              | 2:17    |  |
| 8.  | "Champanhe e Água Benta" (Tamo Aí na Atividade, 2004)                                 | 2:31    |  |
| 9.  | "Ela Vai Voltar (Todos os Defeitos de Uma Mulher Perfeita)" (Imunidade Musical, 2005) | 3:07    |  |
| 10. | "Te Levar" (Preço Curto... Prazo Longo, 1999)                                         | 3:04    |  |
| 11. | "Hoje Eu Acordei Feliz" (100% Charlie Brown Jr. - Abalando a Sua Fábrica, 2001)       | 2:18    |  |
| 12. | "Não Deixe o Mar Te Engolir" (Preço Curto... Prazo Longo, 1999)                       | 5:09    |  |
| 13. | "Só por uma Noite" (Bocas Ordinárias, 2002)                                           | 3:23    |  |
| 14. | "Vícios e Virtudes" (Acústico MTV: Charlie Brown Jr., 2003)                           | 3:12    |  |
| 15. | "Senhor do Tempo" (Imunidade Musical, 2005)                                           | 3:22    |  |

## Formação
- Chorão: vocal
- Champignon: baixo, vocal e beatbox
- Marcão Britto: guitarra
- Thiago Castanho: guitarra
- Renato Pelado: bateriaReferências

1. 1 2  «Charlie Brown Jr.» (asp). ABPD. Consultado em 25 de março de 2010
2. ↑  galeriamusical.com.br/ Resenha Álbuns - CBJr.
3. ↑  cliquemusic.uol.com.br/[ligação inativa] Transpiração Contínua Prolongada -
Charlie Brown Jr.
4. ↑  atribuna.com.br/ Álbum de estreia do Charlie Brown Jr. completa 20 anos
5. ↑  g1.globo.com/ Charlie Brown Jr prepara CD inédito, reedições e tributos para Chorão
6. ↑  rollingstone.uol.com.br/ Gravadora irá relançar os dois primeiros discos do Charlie Brown Jr.
7. 1 2  g1.globo.com/
Primeiro álbum do grupo Charlie Brown ganha edição dupla de 20 anos